# Саньдоупин
Саньдоупин (кит. упр. 三斗坪, пиньинь Sāndòupíng;) — посёлок в Центральном Китае, в городском районе Илин городского округа Ичан провинции Хубэй.
Он расположен на правом (южном) берегу реки Янцзы, возле границы района Илин с уездом Цзыгуй. Саньдоупин наиболее известен как место нахождения ГЭС «Три ущелья», которая является крупнейшей в мире электростанцией.

## География

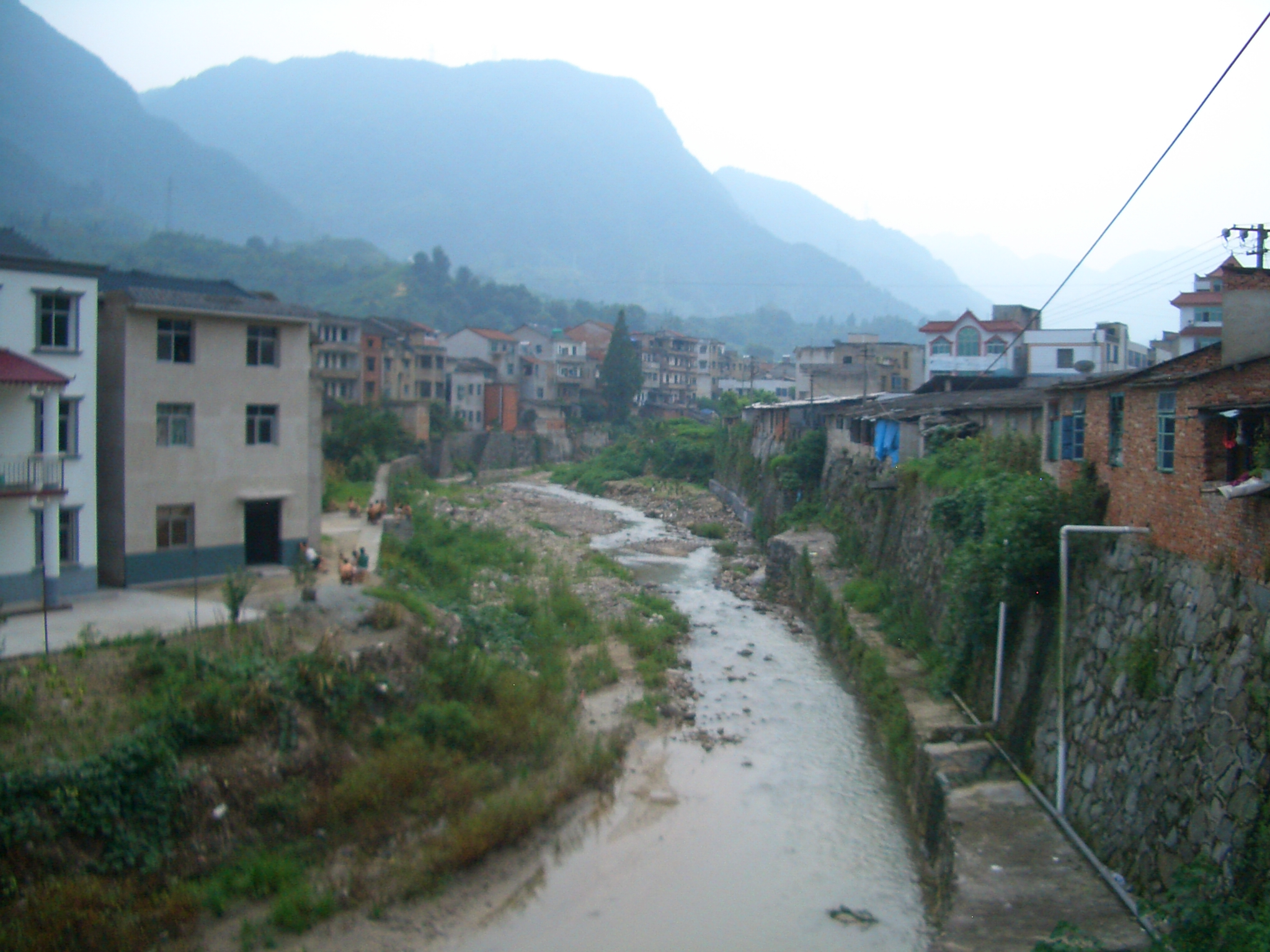
Двор работников в Саньдоупине рядом с южным входом в «Три ущелья».

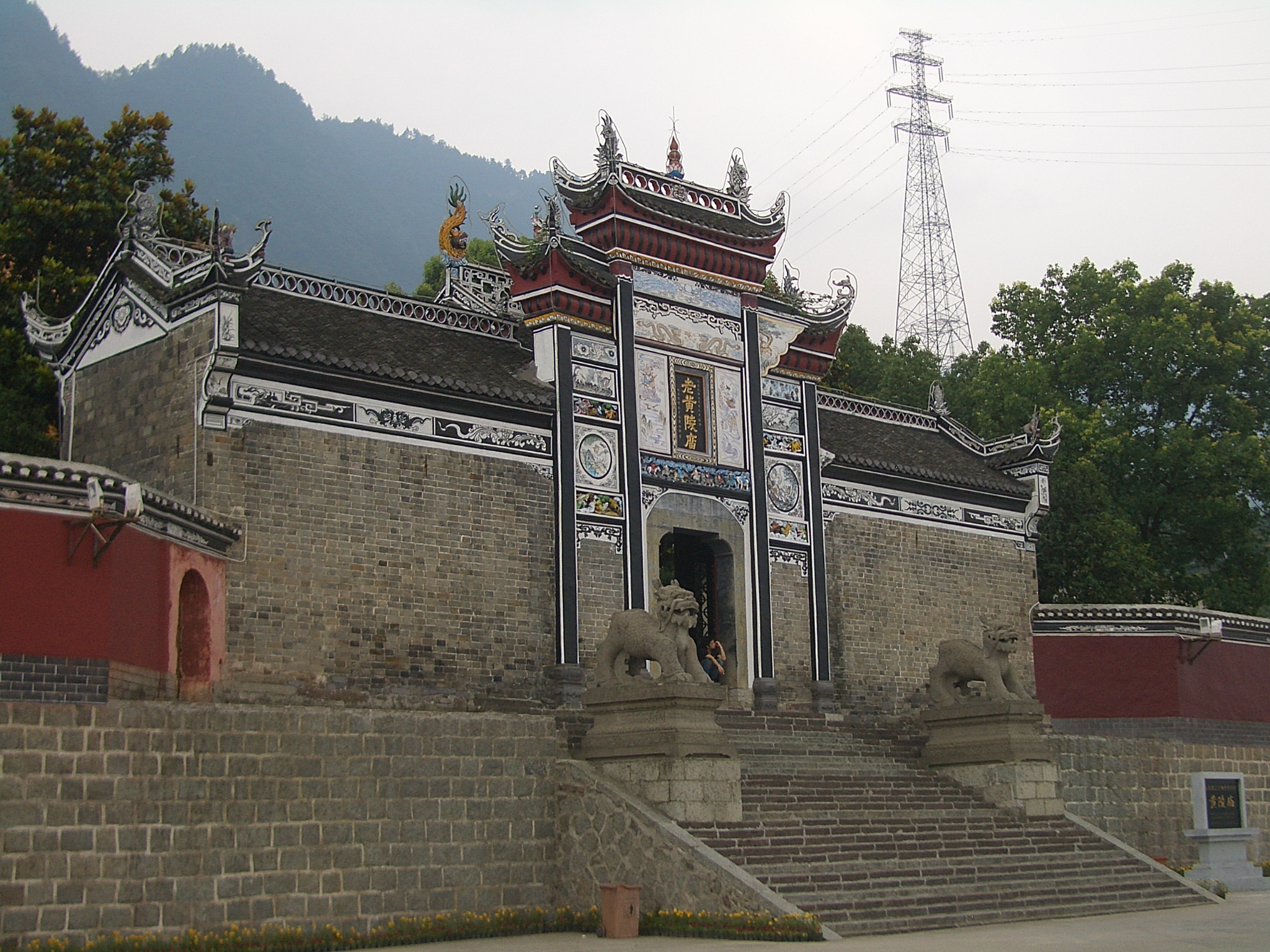
Храм Хуанлин

Посёлок Саньдоупин занимает 178 км2 на правом (южном) берегу реки Янцзы, напротив посёлка Лэтяньси, c которым он соединён мостом Силин.
Саньдоупин является единственным посёлком в районе Илин, расположенным к югу от реки.
Западным соседом Саньдоупина является посёлок Маопин, в котором размещается правление уезда Цзыгуй. Хотя это всего в километре или двух к западу от плотины (прямолинейное расстояние), — это на самом деле несколько километров езды по местной дороге № 134 из-за рельефа местности.
В административном отношении посёлок Саньдоупин состоит из 19 деревень (村) и 1 общинного комитета. Урбанизированный центр Саньдоупина, где находятся правительство города и большинство услуг, формально является деревней Юаньи (园艺村). Она расположен примерно в 5 км к востоку от южной оконечности плотины «Три ущелья». Район на востоке, известный как деревня Хуанлинмяо (黄陵庙村), назван в честь кумирни Хуанлин (黄陵庙), расположенной там возле набережной реки Янцзы. Он развивается как туристический район, расположенный вокруг речного причала.
Вторичный центр экономической активности в посёлке расположен в его западной части, в нескольких минутах ходьбы от служебного входа в «Три ущелья» — деревня Гаоцзячун (高家冲) и Саньдоупинский общинный комитет.

## История

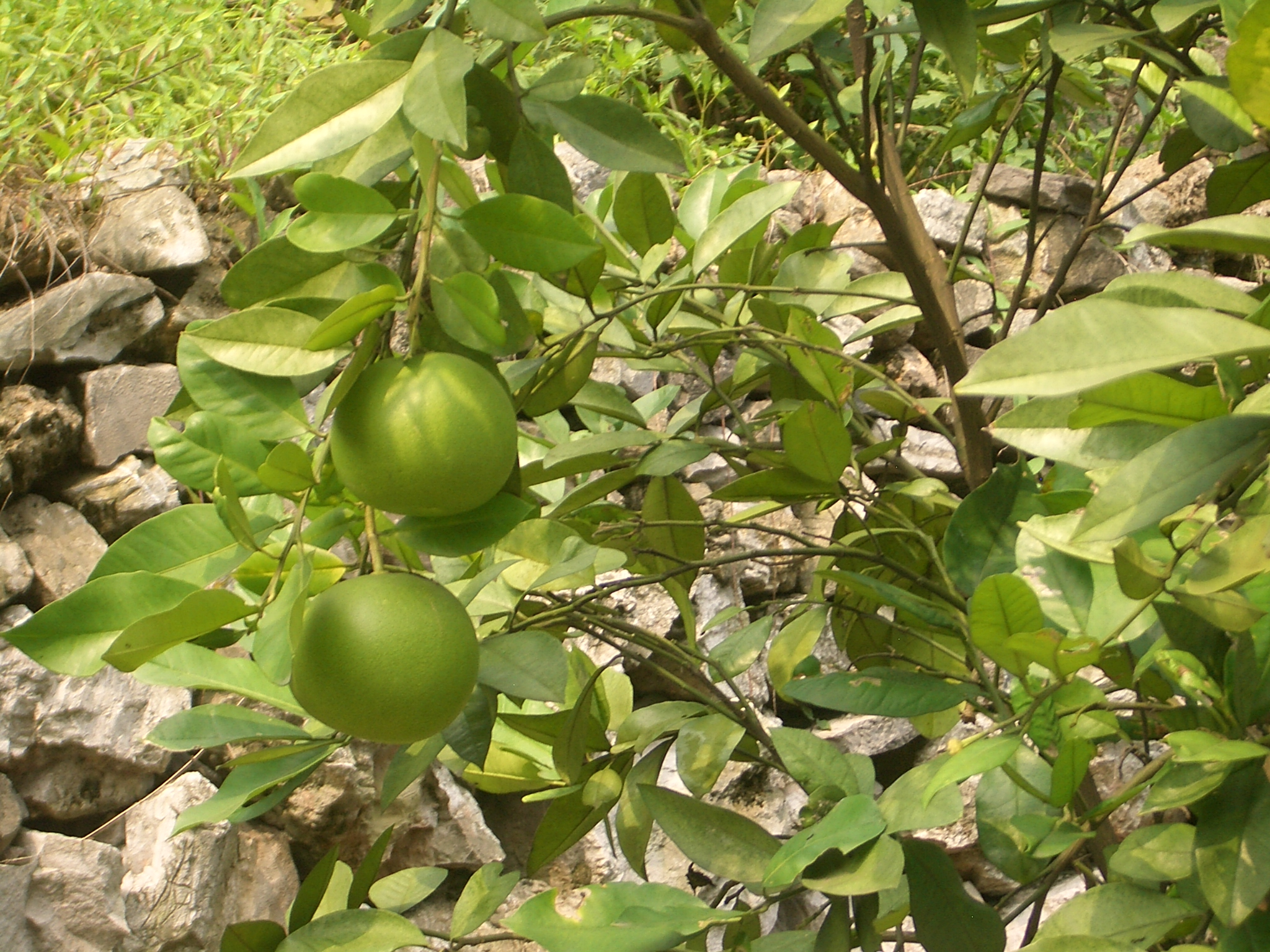
Поме́ло или Грейпфруты в соседнем городе Летянкси (Letianxi)

Предшественник сегодняшнего Саньдоупина — деревня Хуаннюпу (黄牛铺) — была создана во времена правления под девизом «Хунчжи» в 1496 году. Район Саньдоупин был создан в 1949 году и преобразован в посёлок Саньдоупин в 1984 году.
Саньдоупин был когда-то маленькой рыбацкой деревушкой, — до тех пор, пока он не был выбран в качестве места строительства плотины «Три ущелья». В 1999 году, на пике строительства, более 40000 рабочих жили в Саньдоупине. В то время требовалось специальное разрешение, чтобы войти в посёлок.
Шесть из девятнадцати деревень Саньдоупина заселены семьями, которые были переселены из районов, затопленных водами водохранилища «Три ущелья» или, ранее, водохранилища Гэчжоуба.

## Экономика

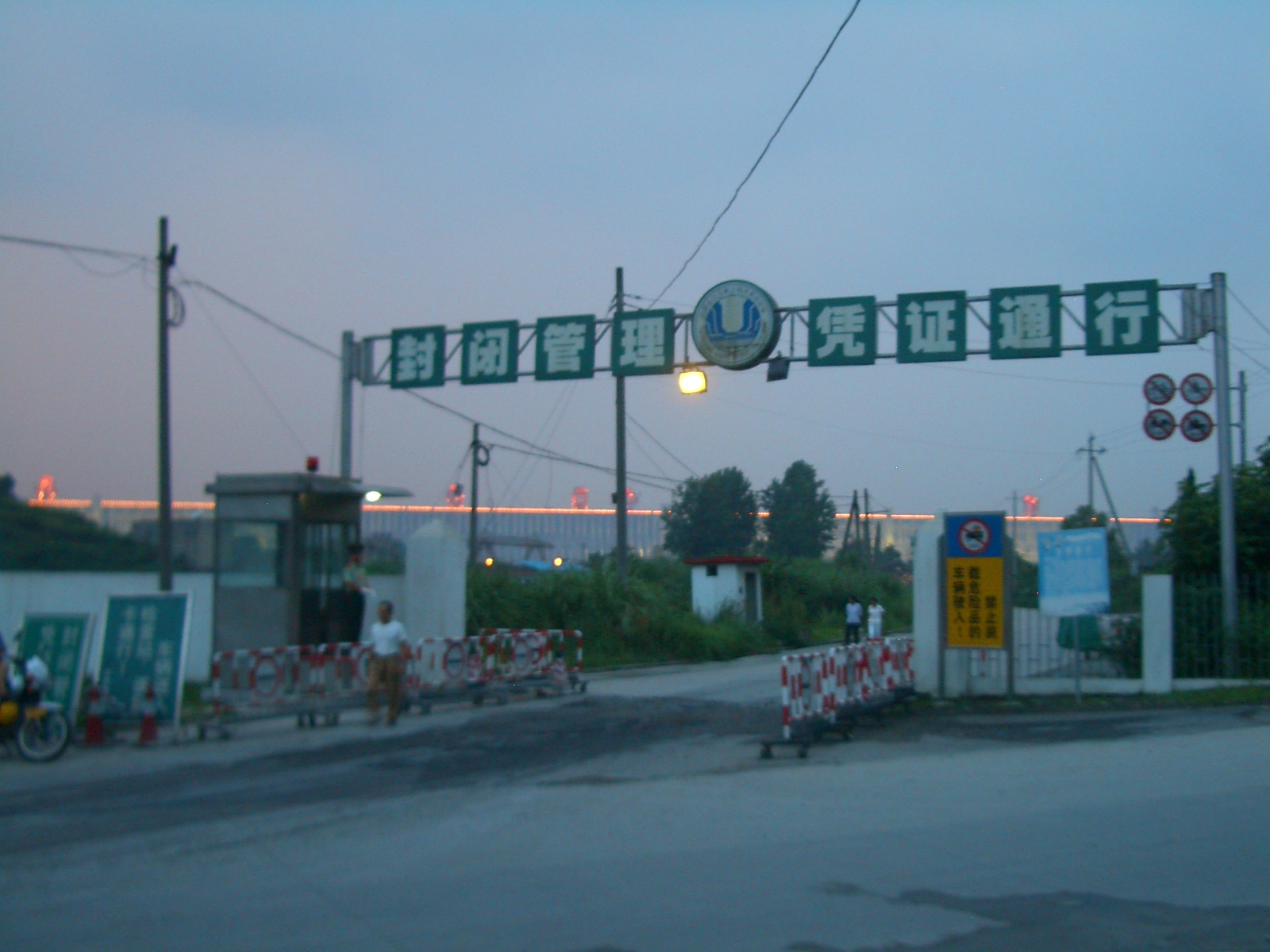
Въезд на территорию сервисного обслуживания плотины, рядом с западным районом Саньдоупин. На заднем плане видна часть плотины.

Экономика посёлка тесно связана с рекой Янцзы. Помимо ГЭС «Три ущелья», здесь имеются судостроительный завод Хайлунь (海轮造船厂) и компания обслуживания судов Фачжун (发中船务有限公司).
Тремя основными продуктами сельского хозяйства Саньдоупина являются цитрусовые фрукты (в соответствии с различными правительственными источниками, 15.000 му [1000 га], или 10535 MU [702 га] при выращивании, с годовым урожаем в 14000 тонн), шелковичные черви (14400 му / 960 га тутового шелкопряда) и чай (3316 му / 221 га).
Власти посёлка работают над расширением туризма в регионе.